# Rua Turiaçu
A rua Turiaçu (algumas vezes incorretamente grafada Turiassu ou Turiassú) é uma importante via arterial da cidade de São Paulo situada nos distritos da Barra Funda e Perdizes.
Com cerca de três quilômetros de extensão, segue paralela à Avenida Francisco Matarazzo e termina na Praça Marrey Júnior, fazendo cruzamento com a avenida Sumaré, no bairro de Perdizes.
Nesta rua, localiza-se o Clube Português de São Paulo, a Associação das Damas de São Vicente de Paula. Quando ela era mais extensa, localizava-se a Sociedade Esportiva Palmeiras, a arena Allianz Parque e o Bourbon Shopping.
Seu nome é uma homenagem ao município de Turiaçu, no estado do Maranhão.
Em 11 de fevereiro de 2015, a Câmara Municipal de São Paulo aprovou a legalidade de projeto de lei que altera o nome da via, a partir da Avenida Sumaré, para "Rua Palestra Itália", em homenagem ao Palmeiras, clube de futebol sediado no local. A mudança teria sido pedida pelo então presidente do Palmeiras, Paulo Nobre, ao então prefeito da cidade, Fernando Haddad (PT), e ao vereador Antônio Donato (PT). O projeto foi sancionado em 22 de abril de 2015. Após a mudança, o trecho entre a Rua Cayowaá e a Rua Carlos Vicari recebeu a nova nomenclatura.